# Townsendia gracilis
Townsendia gracilis là một loài ruồi trong họ Asilidae. Townsendia gracilis được Martin miêu tả năm 1966. Loài này phân bố ở vùng Tân nhiệt đới.